# Amata lucta
Amata lucta är en fjärilsart som beskrevs av Lucas 1901. Amata lucta ingår i släktet Amata och familjen björnspinnare. Inga underarter finns listade i Catalogue of Life.